# ベンジャミン・バトン 数奇な人生
『ベンジャミン・バトン 数奇な人生』（ベンジャミン・バトン すうきなじんせい、原題: The Curious Case of Benjamin Button）は、2008年のアメリカ合衆国のファンタジー・ドラマ映画である。1922年に書かれたF・スコット・フィッツジェラルドによる短編小説をもとにエリック・ロスとロビン・スウィコードが脚本を執筆し、デヴィッド・フィンチャーが監督した。なお、フィンチャーと主演のブラッド・ピットの二人にとっては『セブン』『ファイト・クラブ』に続くコンビ作品となった。
第81回アカデミー賞では作品賞を含む13部門にノミネートされ、美術賞、視覚効果賞、メイクアップ賞を受賞した。2009年、スティーヴン・ジェイ・シュナイダーの『死ぬまでに観たい映画1001本』に掲載された。

## ストーリー
80歳の状態で生まれ、年を取るごとに若返る人生を与えられた男の一生を描く。
2005年、ハリケーンが接近中のニューオーリンズ。病院で死の床に伏している老女デイジーは、娘キャロラインに、ある日記帳を自分に読み聞かせるよう求める。その日記帳にはベンジャミン・バトンという男の人生が綴られていた。
1918年のニューオーリンズ。第一次世界大戦が終わった日の夜、生まれたばかりの赤ん坊が、ある老人施設の前に置き去りにされていた。施設を経営する妻クイニーと夫ティジーの黒人夫婦は赤ん坊に気付き拾い上げ、その老人のような姿に驚く。子どもの産めない体であったクイニーは、赤ん坊を神の子であると信じ、ティジーの反対を押し切り、自らの手で育てることを決意する。赤ん坊はベンジャミンと名付けられ、施設の老人たちからも歓迎される。身体機能の弱さゆえ、医者からも少ししか生きられないと見られていたベンジャミンであったが、無事に生き延びて成長し、施設内で車椅子の生活を送るようになった。
1930年の感謝祭の日、杖一本で歩けるまでに若返ったベンジャミンは、施設に遊びに来た入居者の孫娘デイジーと運命的な出会いを果たす。互いに惹かれ合う二人であったが、外見が老人のベンジャミンには、少女のデイジーと遊ぶことは許されないのであった。
1936年、17歳も終わりに近づいたある日、若返りを続け元気になったベンジャミンは、世界を知るため、船に乗って旅立つことを決意する。別れを惜しむデイジーにベンジャミンは、行く先々から葉書を送ることを約束する。ベンジャミンは旅立ち、一方のデイジーは、ニューヨークのバレエ学校のオーディションに合格し、バレエダンサーの夢に向かって歩む。ベンジャミンは船乗りとして働くかたわら、滞在したホテルで人妻との恋、そして切ない別れを経験する。やがて始まった太平洋戦争で、ベンジャミンの乗る船は後方支援を担当し、戦禍に身を投じることとなった。
1945年、26歳になったベンジャミンはニューオーリンズに帰り、クイニーの歓待を受ける。大人の女性に成長したデイジーとも再会するが、都会で洗練されたデイジーに戸惑い、すれ違いを重ねる。
時は流れ、ある日デイジーはパリでバレエの練習からの帰り道に車に撥ねられる。知らせを聞いて病院に駆けつけたベンジャミンであったが、デイジーは足を骨折しており、バレエダンサーの夢を断たれてしまう。そっとして欲しいというデイジーの気持ちを尊重し、距離を置いて見守ることしかできないベンジャミンであった。
しばらくして、ある日ひょっこりデイジーがニューオーリンズに帰って来た。ベンジャミンとデイジーの気持ちが初めて重なり、その夜二人は結ばれる。構えた新居で二人だけの甘い生活が始まった。やがてデイジーは妊娠し女の子を生む。それがキャロラインであった。幸せな家庭生活の始まりのはずであったが、ベンジャミンには大きな悩みがあった。若返り続ける自分には一家の父親はとても務まらないというものだ。やがてベンジャミンは二人の前から姿を消す。
やがて、ベンジャミンは10代の少年の姿となると同時に、認知症を発症して自分のことさえ分からなくなっていたため、所持品からデイジーの元に連絡がくる。ホームに入居した2人だったが、次第に幼児の姿となり、赤ん坊となったベンジャミンは、老婆となったデイジーに抱かれながらこの世を去った。
キャロラインがその日記を読み終えると同時にデイジーは息を引き取った。

## キャスト
※括弧内は日本語吹き替え
- ベンジャミン・バトン - ブラッド・ピット（山寺宏一)
  - ベンジャミン（1932-1934年） - ロバート・タワーズ（英語版）
  - ベンジャミン（1928-1931年） - Peter Donald Badalamenti II
  - ベンジャミン（1935-1937年） - トム・エヴェレット（英語版）
  - 12歳のベンジャミン（1991年） - スペンサー・ダニエルズ（英語版）
  - 8歳のベンジャミン（1995年） - チャンドラー・カンタベリー
  - 6歳のベンジャミン（1997年） - チャールズ・ヘンリー・ワイソン
- デイジー・フューラー - ケイト・ブランシェット（塩田朋子）
  - 7歳のデイジー - エル・ファニング（諸星すみれ）
  - 10歳のデイジー - マディセン・ベイティ（宮本侑芽）
- クイニー - タラジ・P・ヘンソン（松熊つる松）
- キャロライン・フューラー - ジュリア・オーモンド（八十川真由野）
- エリザベス・アボット - ティルダ・スウィントン（高島雅羅）
- トーマス・バトン - ジェイソン・フレミング（大塚芳忠）
- ムッシュ・ガトー - イライアス・コティーズ（永田博丈）
- ドロシー・ベイカー - フォーン・A・チェンバーズ（英語版）
- キャロライン・バトン - ジョーアンナ・セイラー
- ティジー - マハーシャラルハズバズ・アリ（西嶋陽一）
- マイク船長 - ジャレッド・ハリス（稲葉実）
- セオドア・ルーズベルト - エド・メッツガー（英語版）
- グランマ・フューラー - フィリス・サマーヴィル（英語版）（真山亜子）
- プレザント・カーティス - ジョシュ・スチュワート
- デイジーの友人 - ビアンカ・チミネロ（英語版）
- 説教師 - ランス・E・ニコルズ（英語版）（宝亀克寿）

## 製作

### 企画
プロデューサーのレイ・スタークは1980年代に原作の映画化権を購入し、ユニバーサル・ピクチャーズで企画を進めた。最初はフランク・オズが監督に選ばれ、ベンジャミン・バトン役にはマーティン・ショートへ声がかけられていたが、オズはこの物語の映画化方法を思いつかず降板した。1991年にはスティーヴン・スピルバーグ監督でトム・クルーズ主演の話が出てきたが、スピルバーグは『ジュラシック・パーク』と『シンドラーのリスト』を監督するためにプロジェクトを離れた。他にパトリック・リード・ジョンソンとアニエスカ・ホランドに監督の話が持ちかけられた。スタークはキャスリーン・ケネディとフランク・マーシャルに売却し、両者はパラマウント映画の下で企画を進め、またユニバーサル・ピクチャーズは製作パートナーとして残留した。1994年夏までにメリーランド・フィルム・オフィスのジャック・ガーブスはボルチモアで製作する話を持ちかけられた。1998年10月、脚本家のロビン・スウィコードはロン・ハワードのために脚本を執筆し、主演はジョン・トラボルタとするプロジェクトにされた。2000年5月、パラマウント映画は脚本家のジム・テイラーを雇った。またスタジオはスパイク・ジョーンズに監督の話を持ちかけた。さらにチャーリー・カウフマンも脚本の草案を執筆していた。2003年6月、エリック・ロスが新たに執筆した脚本に基づいたプロジェクトで、ゲイリー・ロスへの監督交渉が行われた。2004年5月、ロスに変わってデヴィッド・フィンチャーへの交渉が行われた。

### キャスティング
2005年5月、ブラッド・ピットとケイト・ブランシェットへの出演交渉に入った。さらに2006年9月、ティルダ・スウィントン、ジェイソン・フレミング、タラジ・P・ヘンソンへの交渉が開始された。撮影開始を間近に控えた10月、ジュリア・オーモンドがデイジーの娘役でキャストに加わった。

### 撮影

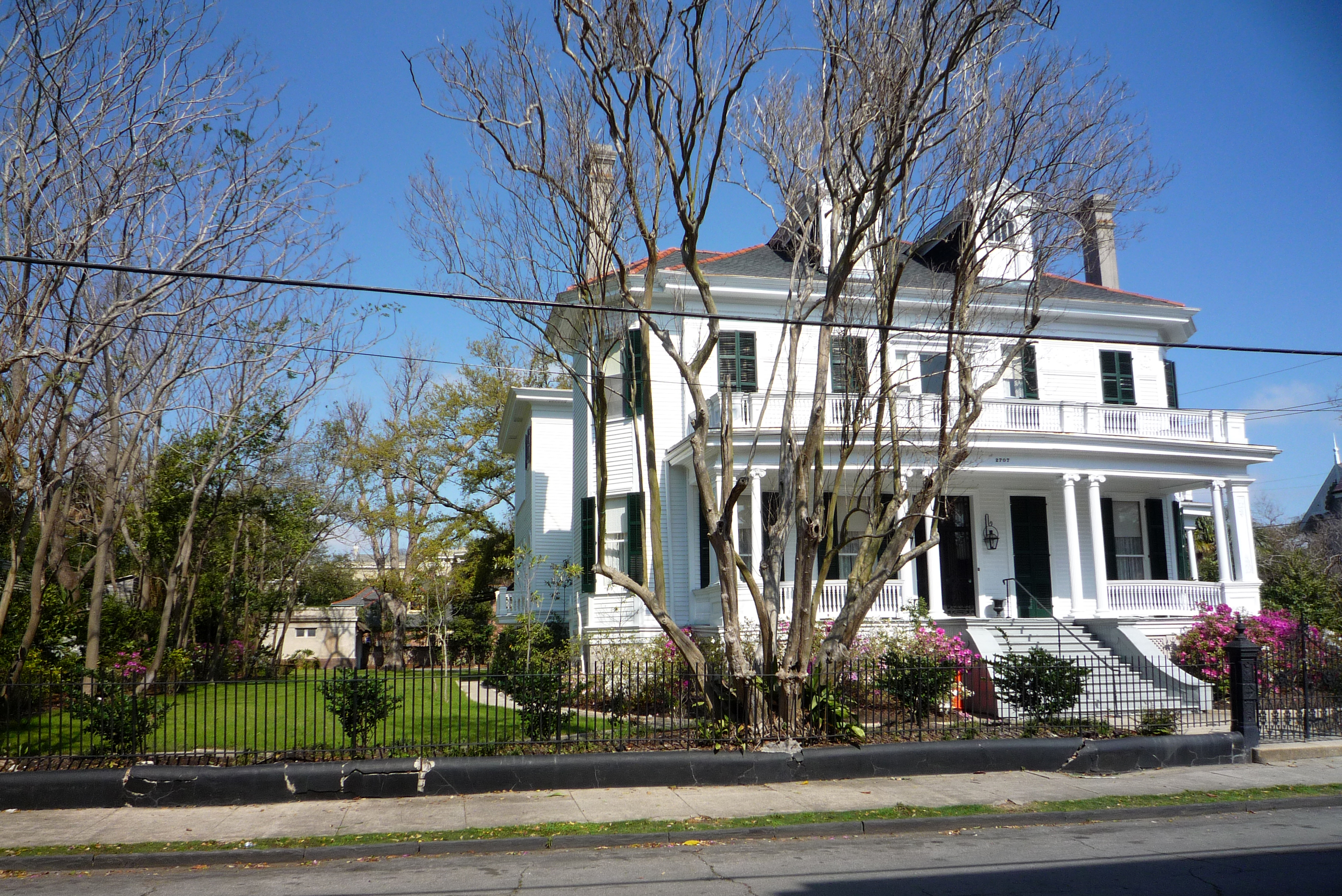
一部の場面はニューオーリンズの ガーデン・ディストリクト (ニューオーリンズ)にある家で撮影された。

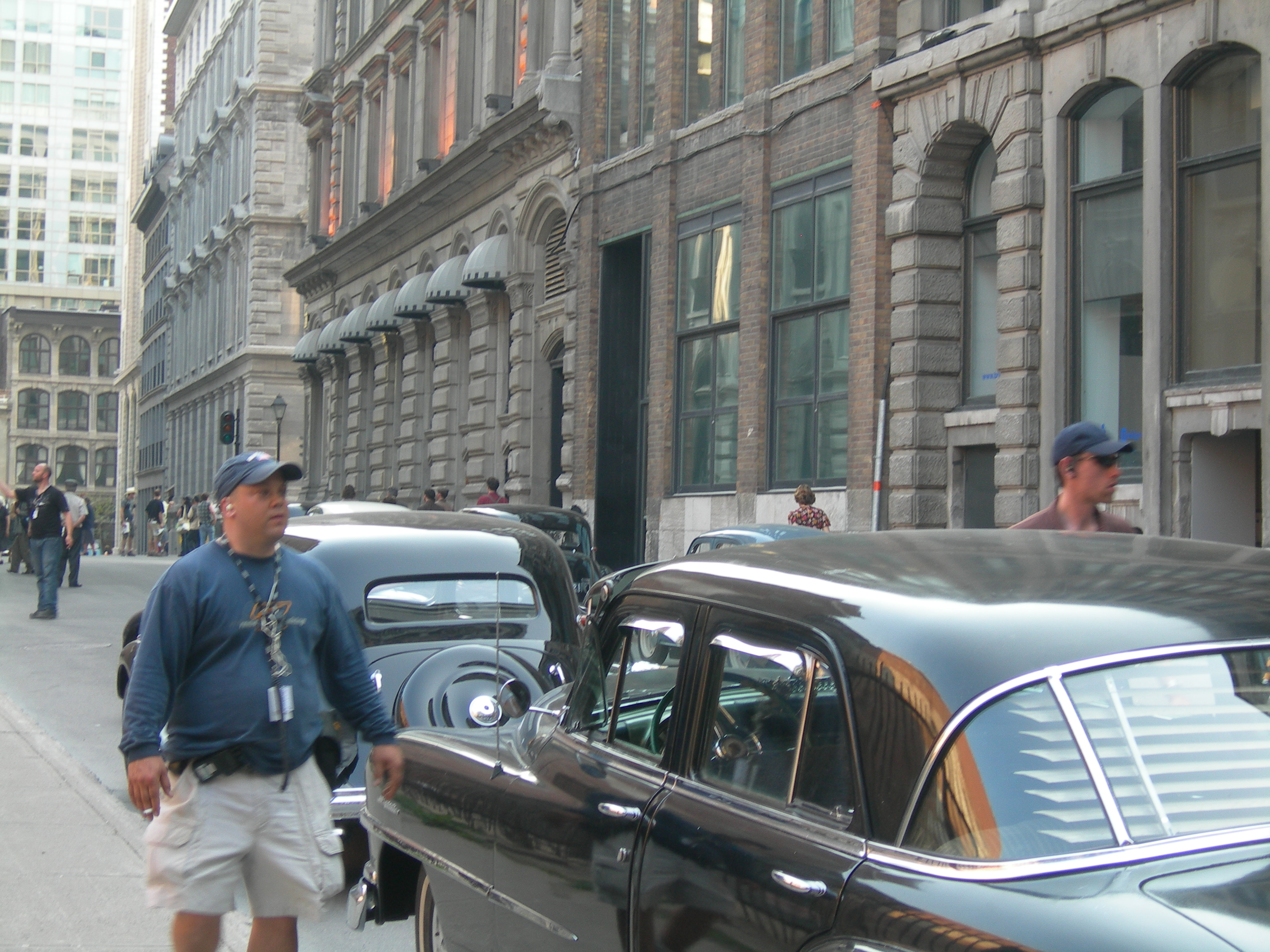
オールド・モントリオールでのパリの場面の撮影。

『ベンジャミン・バトン』は製作インセンティブを活用するためにルイジアナ州ニューオーリンズが舞台とロケ地に選ばれ、撮影開始は2006年10月に予定された。撮影は2006年11月にニューオーリンズで開始された。2007年1月からはブランシェットが撮影に参加した。フィンチャーはニューオーリンズのアクセスの良さや都市のセットを賞賛し、ハリケーン・カトリーナからの復興は製作の邪魔にならなかったと述べた。2007年3月、2ヶ月間に及ぶ撮影を行うために製作班はロサンゼルスに移った。合計主要撮影期間は150日間を予定した。延長された期間は視覚効果会社のデジタル・ドメインでブラッド・ピット演じるキャラクターの変容の効果を作るため充てられた。フィンチャーは実際の演技から顔の変形データをキャプチャーするため、スティーブ・パールマンが開発したコントゥールというカメラシステムを使った。全ての撮影は2007年9月に完了した。

### 音楽
『ベンジャミン・バトン』の映画音楽はフランスの作曲家のアレクサンドル・デスプラが作曲した。ソニー・スコアリング・ステージのハリウッド・スタジオ・シンフォニーのアンサンブルにより録音された。

## 公開
劇場公開は元々2008年5月を予定していたが、同年11月26日に延期された。その後更に変更され、アメリカ合衆国とカナダで12月25日、メキシコで2009年1月16日、イギリスで2009年2月6日、イタリアで2009年2月13日に公開された。

### 興行収入
アメリカ合衆国とカナダでは2988劇場で封切られ、初日に1187万1831ドルを売り上げたが、初日興行収入ランキングでは『マーリー 世界一おバカな犬が教えてくれたこと』に次いで2位であった。初週末（12月26日 - 28日）の興行収入は2685万3816ドルであり、『マーリー 世界一おバカな犬が教えてくれたこと』、『ベッドタイム・ストーリー』に次いで3位であった。アメリカ合衆国とカナダでは累計1億2750万ドル、その他の国々では2億640万ドル、全世界で3億3390万ドルを売り上げた。

### 批評家の反応
Rotten Tomatoesでは232件のレビューで支持率は73%となった。Metacriticでは37媒体のレビューで加重平均値は70/100となった。Yahoo! Moviesでは12件のレビューで平均はB+となった。

### 受賞とノミネート
| 賞                                   | 部門                    | 候補 | 結果       |
| ------------------------------------ | ----------------------- | --- | ---------- |
| アカデミー賞                         | 作品賞                  | キャスリーン・ケネディ フランク・マーシャル セアン・チャフィン | ノミネート |
| アカデミー賞                         | 監督賞                  | デヴィッド・フィンチャー | ノミネート |
| アカデミー賞                         | 主演男優賞              | ブラッド・ピット | ノミネート |
| アカデミー賞                         | 助演女優賞              | タラジ・P・ヘンソン | ノミネート |
| アカデミー賞                         | 脚色賞                  | エリック・ロス | ノミネート |
| アカデミー賞                         | 編集賞                  | カーク・バクスター アンガス・ウォール | ノミネート |
| アカデミー賞                         | 撮影賞                  | クラウディオ・ミランダ | ノミネート |
| アカデミー賞                         | 美術賞                  | ドナルド・グラハム・バート ヴィクター・J・ゾルフォ | 受賞       |
| アカデミー賞                         | 衣裳デザイン賞          | ジャクリーン・ウェスト | ノミネート |
| アカデミー賞                         | メイクアップ賞          | グレッグ・キャノン | 受賞       |
| アカデミー賞                         | 作曲賞                  | アレクサンドル・デスプラ | ノミネート |
| アカデミー賞                         | 録音賞                  | デヴィッド・パーカー マイケル・セマニック レン・クライス マーク・ウェインガーテン | ノミネート |
| アカデミー賞                         | 視覚効果賞              | エリック・バーバ スティーヴ・プレッグ バート・ダルトン クレイグ・バロン | 受賞       |
| 全米撮影監督協会賞                   | 劇場映画撮影賞          | クラウディオ・ミランダ | ノミネート |
| オースティン映画批評家協会賞         | 助演女優賞              | タラジ・P・ヘンソン | 受賞       |
| 英国アカデミー賞                     | 作品賞                  | キャスリーン・ケネディ フランク・マーシャル セアン・チャフィン | ノミネート |
| 英国アカデミー賞                     | メイクアップ&ヘアー賞   | | 受賞       |
| 英国アカデミー賞                     | 監督賞                  | デヴィッド・フィンチャー | ノミネート |
| 英国アカデミー賞                     | 脚色賞                  | エリック・ロス | ノミネート |
| 英国アカデミー賞                     | 主演男優賞              | ブラッド・ピット | ノミネート |
| 英国アカデミー賞                     | 衣裳デザイン賞          | | ノミネート |
| 英国アカデミー賞                     | 作曲賞                  | アレクサンドル・デスプラ | ノミネート |
| 英国アカデミー賞                     | 撮影賞                  | クラウディオ・ミランダ | ノミネート |
| 英国アカデミー賞                     | 編集賞                  | | ノミネート |
| 英国アカデミー賞                     | 美術賞                  | | 受賞       |
| 英国アカデミー賞                     | 視覚効果賞              | | 受賞       |
| クリティクス・チョイス・アワード     | 作品賞                  | | ノミネート |
| クリティクス・チョイス・アワード     | 主演男優賞              | ブラッド・ピット | ノミネート |
| クリティクス・チョイス・アワード     | 主演女優賞              | ケイト・ブランシェット | ノミネート |
| クリティクス・チョイス・アワード     | 監督賞                  | デヴィッド・フィンチャー | ノミネート |
| クリティクス・チョイス・アワード     | 助演女優賞              | タラジ・P・ヘンソン | ノミネート |
| クリティクス・チョイス・アワード     | キャスト賞              | | ノミネート |
| クリティクス・チョイス・アワード     | 脚本賞                  | エリック・ロス | ノミネート |
| クリティクス・チョイス・アワード     | 作曲賞                  | アレクサンドル・デスプラ | ノミネート |
| 全米映画俳優組合賞                   | キャスト賞              | マハーシャラルハズバズ・アリ、ケイト・ブランシェット、ジェイソン・フレミング、ジャレッド・ハリス、タラジ・P・ヘンソン、 イライアス・コティーズ、ジュリア・オーモンド、ブラッド・ピット、フィリス・サマーヴィル、ティルダ・スウィントン | ノミネート |
| 全米映画俳優組合賞                   | 主演男優賞              | ブラッド・ピット | ノミネート |
| 全米映画俳優組合賞                   | 助演女優賞              | タラジ・P・ヘンソン | ノミネート |
| ゴールデングローブ賞                 | 作品賞 (ドラマ部門)     | | ノミネート |
| ゴールデングローブ賞                 | 主演男優賞 (ドラマ部門) | ブラッド・ピット | ノミネート |
| ゴールデングローブ賞                 | 監督賞                  | デヴィッド・フィンチャー | ノミネート |
| ゴールデングローブ賞                 | 脚本賞                  | エリック・ロス | ノミネート |
| ゴールデングローブ賞                 | 作曲賞                  | アレクサンドル・デスプラ | ノミネート |
| サテライト賞                         | 脚色賞                  | エリック・ロス ロビン・スウィコード | ノミネート |
| サテライト賞                         | 美術賞                  | ドナルド・グラハム・バート トム・レタ | ノミネート |
| サテライト賞                         | 撮影賞                  | クラウディオ・ミランダ | ノミネート |
| サテライト賞                         | 衣裳デザイン賞          | ジャクリーン・ウェスト | ノミネート |
| サターン賞                           | ファンタジー映画賞      | | 受賞       |
| サターン賞                           | 主演男優賞              | ブラッド・ピット | ノミネート |
| サターン賞                           | 主演女優賞              | ケイト・ブランシェット | ノミネート |
| サターン賞                           | 助演女優賞              | ティルダ・スウィントン | 受賞       |
| サターン賞                           | 監督賞                  | デヴィッド・フィンチャー | ノミネート |
| サターン賞                           | 脚本賞                  | エリック・ロス | ノミネート |
| サターン賞                           | 音楽賞                  | アレクサンドル・デスプラ | ノミネート |
| サターン賞                           | メイクアップ賞          | | 受賞       |
| サターン賞                           | 視覚効果賞              | | ノミネート |
| ナショナル・ボード・オブ・レビュー賞 | 監督賞                  | デヴィッド・フィンチャー | 受賞       |
| ナショナル・ボード・オブ・レビュー賞 | 脚色賞                  | エリック・ロス | 受賞       |
| セントルイス映画批評家協会賞         | 作品賞                  | | 受賞       |
| バンクーバー映画批評家協会賞         | 監督賞                  | デヴィッド・フィンチャー | 受賞       |
| ワシントンD.C.映画批評家協会賞       | 美術賞                  | | 受賞       |

### ホームメディア
2009年5月9日にパラマウントよりDVD、クライテリオン・コレクションよりBlu-rayと2枚組DVDが発売された。クライテリオン・コレクション版では3時間以上に及ぶ特別映像とメイキングドキュメンタリーが収録された。
2009年11月1日時点で251万5722枚のDVDが売れている。